# Odéon de Patras
L,odéon de Patras (en grec moderne : Ωδείο της Πάτρας) est un des principaux monuments de la période romaine visibles dans la ville grecque de Patras, dans le Péloponnèse. Vraisemblablement érigé durant la première moitié du IIe siècle, l'odéon fut redécouvert en 1889 et largement reconstruit au milieu du XIXe siècle. Il accueille depuis lors manifestations culturelles et autres événements.

## Histoire

### Le monument à l'époque romaine
Au IIe siècle, Patras fut une cité romaine d'importance régionale au sein de la province d'Achaïe. La date précise de construction de l'odéon est cependant incertaine. Si la majorité des sources en font une réalisation de la première moitié du IIe siècle,, voire aux alentours de 160 après J.-C.,, certains auteurs avancent l'hypothèse d'une commande de l'empereur Domitien pour le centenaire de la fondation de la colonie. Toujours est-il que le monument est mentionné par Pausanias, lors de sa visite du Péloponnèse vers 173 après J.-C., comme l'odéon le plus considérable de Grèce après celui d'Hérode Atticus à Athènes,.
Le monument fut vraisemblablement détruit au IIIe siècle, peut-être à la suite d'un tremblement de terre ou du pillage par les Hérules, comme en témoignent les restes calcinés du toit et les tessons découverts au niveau de la scène. Lors de la période byzantine, le lieu est occupé par des fours de tuiliers.

### Reconstructions modernes et usages actuels
Au début du XIXe siècle, les ruines émergées sont décrites par François Pouqueville dans son Voyage de la Grèce, qui situe le monument sur la propriété du consul de Suède de l'époque, ainsi que par Edward Dodwell.
L'édifice, qui se situe toujours à l'époque sur un terrain privé, fut redécouvert en 1889. Une fois excavé, le monument fut victime de pillage de la part de la population, qui récupéra notamment les éléments en marbre. D'importantes campagnes d'anastylose furent conduites à partir des années 1930 avec des matériaux modernes se démarquant des éléments architecturaux antiques. En particulier, le mur de scène fut partiellement remonté en 1938 par Efstáthios Stíkas et Anastásios Orlándos,, tandis que la scène fut dégagée en 1957 par Nikólaos Zafirópoulos,. Dans les années suivantes, les archéologues grecs Nikólaos Gialoúris et Efthýmios Mastrokóstas (el) conduisirent des fouilles importantes et participèrent à la reconstruction de l'orchestra et de la cavea. Ces travaux, conduits entre 1959 et 1961 par l'Éphorie des antiquités d'Achaïe d'après les plans de l'architecte Ioánnis Vassilíou, transformèrent la ruine romaine en un équipement moderne ouvert au public.
Le monument accueillit depuis lors des manifestations culturelles et d'autres événements, parmi lesquels l'assemblée générale de l'Union astronomique internationale en 1982,et un festival de musique dirigé par Andréas Mikroútsikos (en) entre 1986 et 1990. Toutefois, cet afflux de visiteurs ne fut pas sans conséquence sur la dégradation du lieu et depuis l'été 2022, des travaux de restauration d'un montant de 800 000 euros sont en cours.

## Architecture

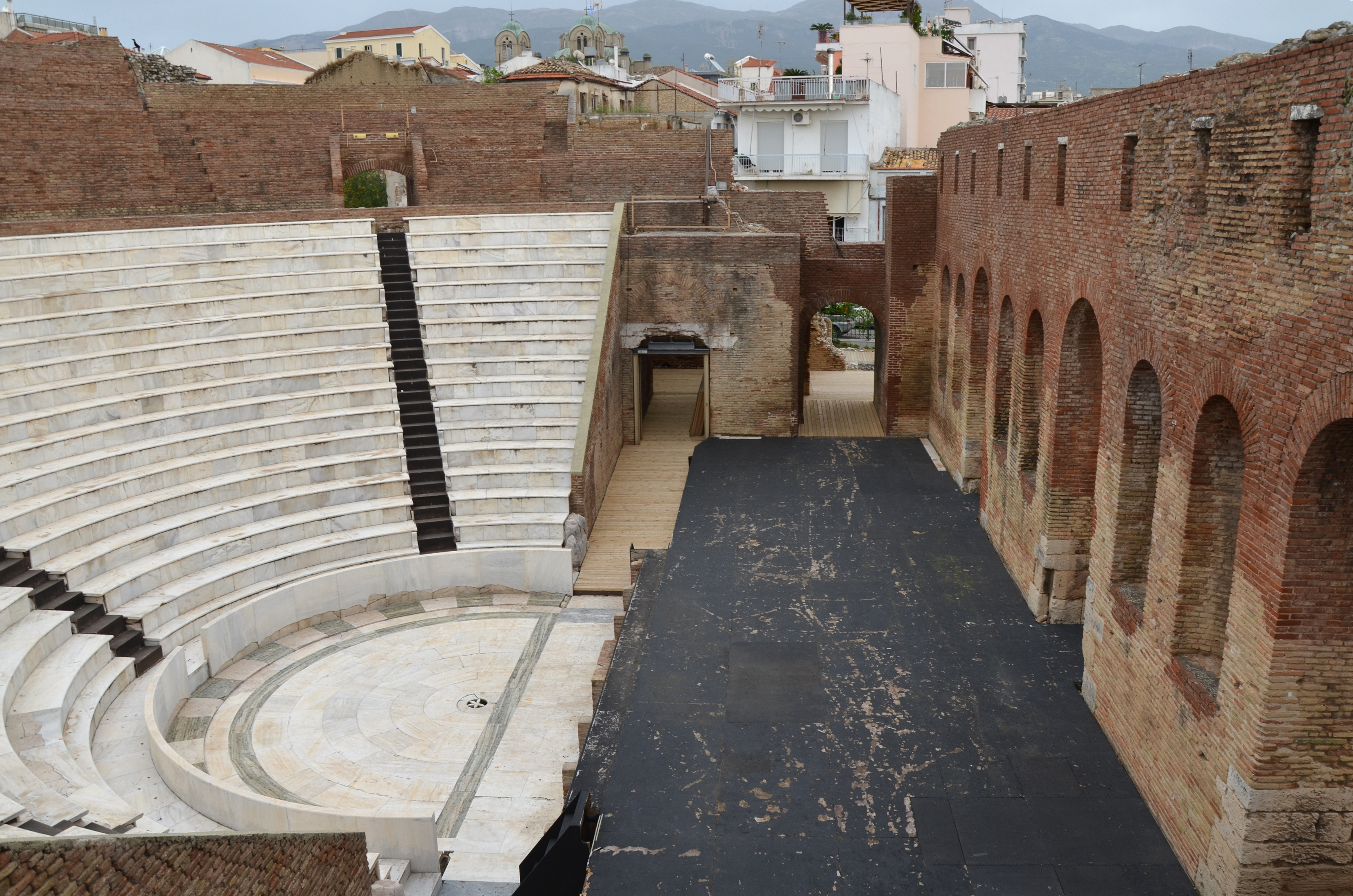
Vue des gradins, du parados, du paraskènion et du mur de scène.

Bien que le terrain sur lequel l'odéon fut érigé soit en légère pente, les concepteurs romains ont peu profité de la déclivité naturelle pour soutenir la cavea de 48 mètres de diamètre, conformément à l'architecture traditionnelle du théâtre romain. Les gradins reposent ainsi sur une importante sous-structure de murs et de voûtes rayonnant en éventail, formant un réseau de galeries. Depuis ces espaces voûtés, trois escaliers conduisent aux gradins ainsi qu'à l'orchestra à travers les parodotoi. L'orchestra semi-circulaire, d'un diamètre de dix mètres, présente un dallage reconstitué en marbre,. Plusieurs fragments de mosaïque de pavement, aux motifs géométriques noirs et blancs, ont été découverts lors des fouilles de la scène et des parodotoi,.
Trois arcs en plein cintre ajourent le mur de scène de huit mètres de haut, qui était paré de colonnes et de statues lovées dans les huit niches. Près des espaces servant de coulisses, deux escaliers latéraux inaccessibles au public permettaient d'atteindre les galeries,.
La maçonnerie est caractérisée par un appareil d'amas de pierres irrégulières et de mortier (opus caementicium), incluant à certains endroits un lit de briques (opus mixtum), entièrement paré de briques et renforcé par des entretoises et des contreforts. Du marbre fut également utilisé pour certaines parties inférieures du monument.
Aux abords immédiats du monument ont été mis au jour des sarcophages en marbre de l'époque romaine ainsi que des vestiges d'habitation et de mosaïques antérieurs à l'odéon,. À une centaine de mètres à l'ouest de l'odéon se trouvent les ruines du stade-théâtre (el).

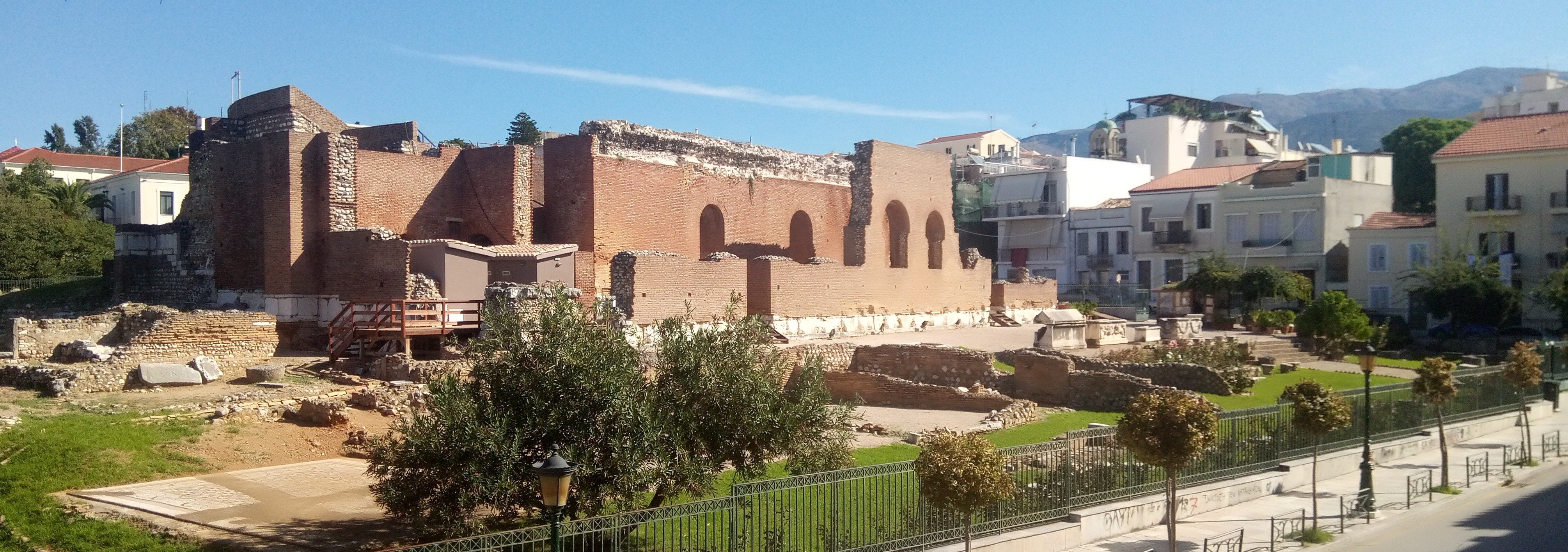
Vue distante de l'odéon depuis le sud-ouest.
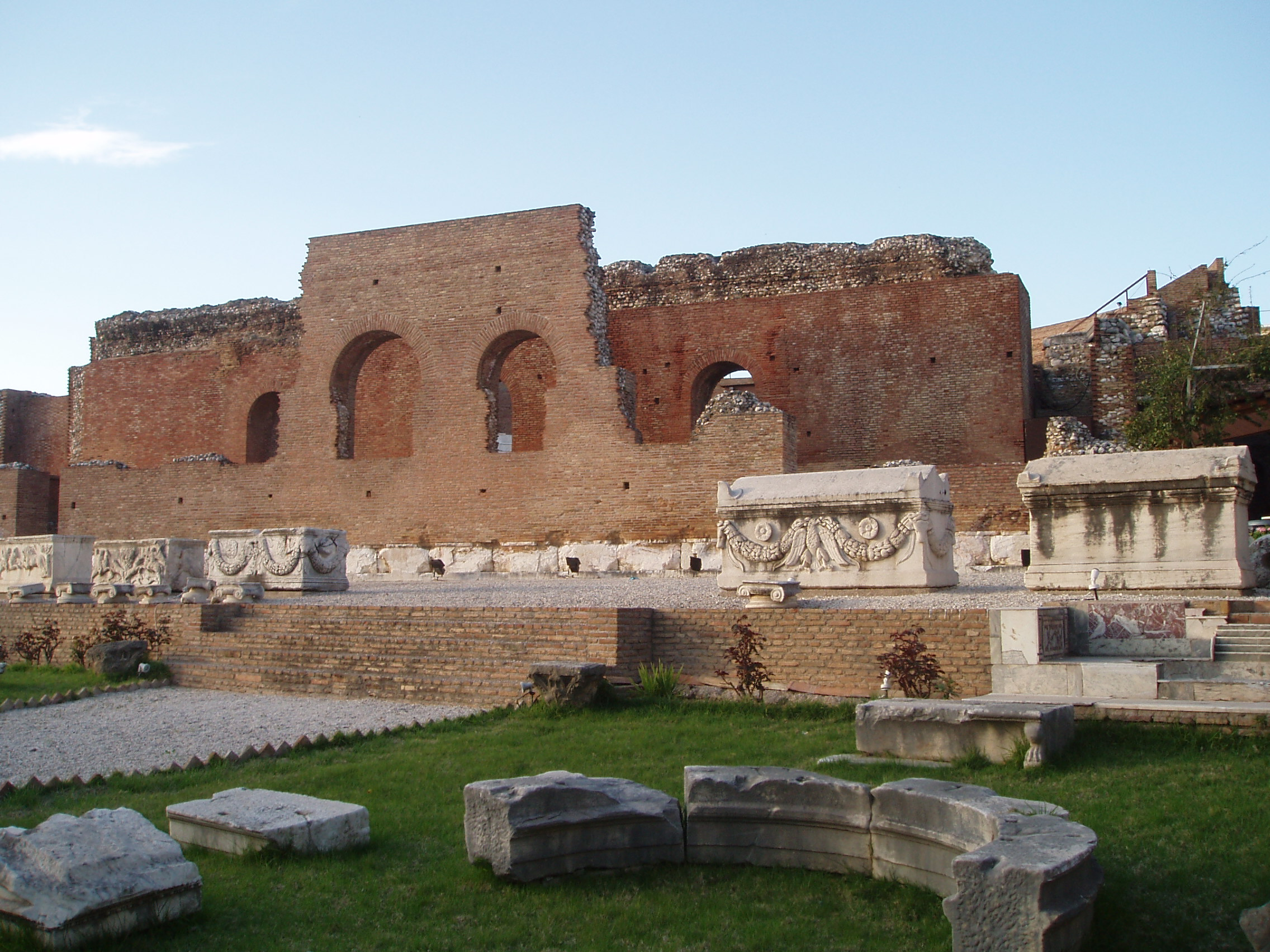
Extérieur du mur de scène au sud.